# Alexandru Sterca Șuluțiu

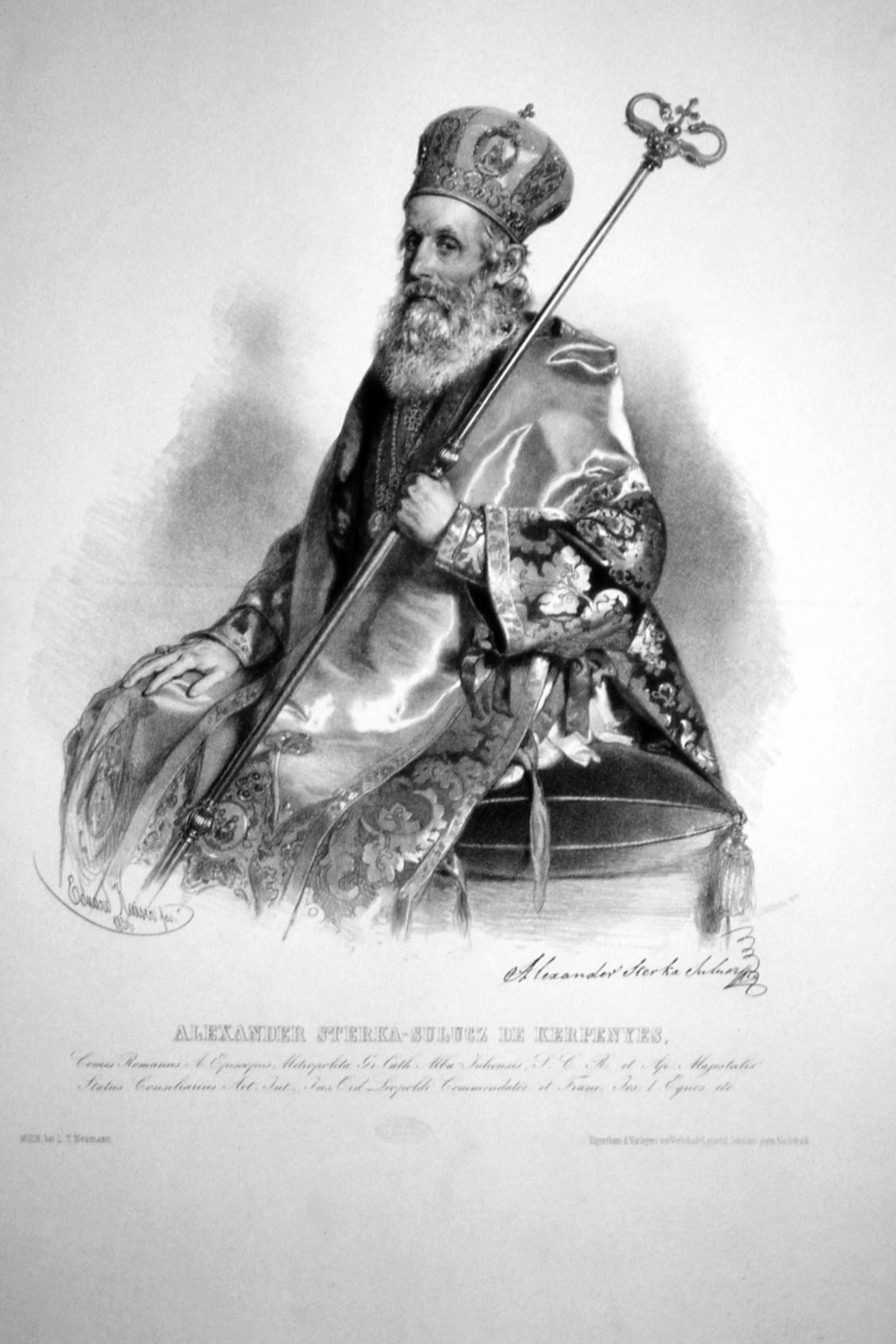
Erzbischof Alexandru Sterca-Şuluţiu de Kerpenyes

Alexandru Sterca-Șuluțiu (auch Alexandru Sterca Șuluțiu de Kerpenyes; * 5. Februar 1794 in Abrud (deutsch: Großschlatten, ungarisch: Abrudbánya), Komitat Unterweißenburg, Großfürstentum Siebenbürgen, heute in Rumänien; † 7. September 1867 in Blaj (deutsch: Blasendorf), ungarisch: Balázsfalva) war rumänisch-griechisch-katholischer Erzbischof von Făgăraș und Alba Iulia.

## Leben
Von adeliger Herkunft aus dem Geschlecht derer von Kerpenyes trat Alexandru Sterca Șuluțiu nach dem Abitur in das Priesterseminar in Blaj ein und empfing 1814 die Priesterweihe. Er heiratete und erhielt eine Kaplanstelle in Bistra (Alba). Seine Frau verstarb früh und er entschied sich nunmehr für den Zölibat. Er wurde Vizeerzdiakon und Erzpriester und schließlich 1836 Bischofsvikar von Șimleu. Er setzte sich für die Errichtung rumänischer Dorfschulen ein.
Am 18. November 1850 wurde er zum Bischof von Făgăraș gewählt. Papst Pius IX. bestätigte am 17. Februar 1851 diese Wahl. Die Bischofsweihe spendete ihm am 22. Juli 1851 Vasile Erdely, der Bischof von Großwardein.
Mit der Wiederherstellung des kirchenpolitisch bedeutsamen Erzbistums Alba Iulia am 16. November 1854 wurde er zum Erzbischof von Făgăraș und Alba Iulia und Metropolit der rumänisch griechisch-katholischen Kirche ernannt. Die Amtseinführung als Erzbischof und Metropolit erfolgte am 28. Oktober 1855 in der Kathedrale von Blaj durch den damaligen Nuntius Michele Viale-Prelà.
Metropolit Alexandru Sterca-Șuluțiu war ein guter Organisator, Administrator, Manager und zugleich ein Mann der Kultur. Er wurde vielfach ausgezeichnet und erhielt mehrere Titel, Orden und Medaillen.
Er starb am 7. September 1867 und fand seine letzte Ruhestätte in der Nähe der Kathedrale von Blaj.

## Auszeichnungen
- 1850 Ritter des Franz-Joseph-Ordens
- 1851 Kommandeur des Leopold-Ordens
- 1855 Prälat seiner Heiligkeit
- 1855 Päpstlicher Thronassistent und Graf von Rom
- 1856 Geheimer Rat
- 1860 Ritter 1. Klasse des Ordens der Eisernen Krone